# جاکوبو گونزالس
جاکوبو گونزالس (انگلیسی: Jacobo González؛ زادهٔ ۲۵ مارس ۱۹۹۷) بازیکن فوتبال اهل اسپانیا است.